# Късоопашат питон
Късоопашатите питони (Python curtus) са вид влечуги от семейство Питонови (Pythonidae).
Разпространени са в горите и пещерите в западната част на остров Суматра.
Таксонът е описан за пръв път от Херман Шлегел през 1872 година.